# 白南軾
白 南軾（ペク・ナムシク、朝鮮語: 백남식/白南軾、1901年 - 1964年9月28日）は、大韓民国の政治家、実業家。第2・3代韓国国会議員。本貫は水原白氏。慶尚北道尚州郡出身。本籍は慶尚北道醴泉郡。

## 経歴
中学校を卒業後、大邱高等普通学校（現・慶北高等学校）を2年時に中退、以後金融組合長、咸昌酒造監事、尚州鉱山社長を務めた。大韓独立促成国民会（以下・国民会）に入党し、国民会尚州郡支部長、国民会の会長を務めた。1950年の第2代総選挙に国民会の公認で、1954年の第3代総選挙で無所属で立候補して当選し、国会議員を2期務めた。
1958年5月17日、妻は尚州郡利安面で墓地の争いにより相手に殺害された。1964年、老衰のため、尚州郡咸昌面の自宅にて64歳で死去した。